# Puxieux
Puxieux (Aussprache [pyksjø]) ist eine französische Gemeinde mit 221 Einwohnern (Stand 1. Januar 2022) im Département Meurthe-et-Moselle in der Region Grand Est (vor 2016 Lothringen). Sie gehört zum Arrondissement Toul (bis 2022: Arrondissement Briey) und ist Mitglied im Gemeindeverband Communauté de communes Mad et Moselle.

## Geografie
Die Gemeinde liegt etwa 45 Kilometer nördlich von Toul und etwa 19 Kilometer westlich von Metz im Regionalen Naturpark Lothringen. Nachbargemeinden sind Mars-la-Tour im Nordwesten und Norden, Tronville im Nordosten, Chambley-Bussières im Südosten und Süden, Xonville im Südwesten sowie Sponville im Westen.
Der größte Teil (82,4 %) der Fläche der Gemeinde wird landwirtschaftlich genutzt, auf Waldgebiete entfallen etwa 13 %. Das temporär trockenfallende Flüsschen Bouillon Rupt, ein Zufluss des Yron, entspringt auf dem Gemeindegebiet und durchzieht dieses in nördlicher Richtung. Die Route départementale D952 (frühere Route nationale 52bis) durchquert das Gemeindegebiet von Nord nach Süd ebenso wie die Eisenbahnstrecke von Longuyon nach Jarny, diese ohne Halt in Puxieux. Die Route départementale D142 verbindet die Gemeinde mit Sponville im Westen und mit Tronville im Osten.

## Geschichte
Puxieux gehörte zum Herzogtum Bar, das 1766 an Frankreich fiel. Bis zur Französischen Revolution lag die Gemeinde dann im Grand-gouvernement de Lorraine-et-Barrois. Von 1810 bis 1833 war Puxieux an Mars-la-Tour und von 1833 bis 1845 an Tronville eingegliedert. Die Gemeinde lag bis 1871 im alten Département Moselle.

## Bevölkerungsentwicklung
| Jahr                       | 1962 | 1968 | 1975 | 1982 | 1990 | 1999 | 2007 | 2019 |
| Einwohner                  | 159  | 176  | 146  | 120  | 140  | 179  | 243  | 234  |
| Quellen: Cassini und INSEE |      |      |      |      |      |      |      |      |

## Sehenswürdigkeiten
- Häuser und Bauernhäuser aus dem 18. und 19. Jahrhundert
- Pfarrkirche Sainte-Cécile aus dem 19. Jahrhundert
- Denkmal für die Gefallenen[1]
- Lavoir (Waschhaus) aus dem 19. Jahrhundert